# Stotzheimer Bach

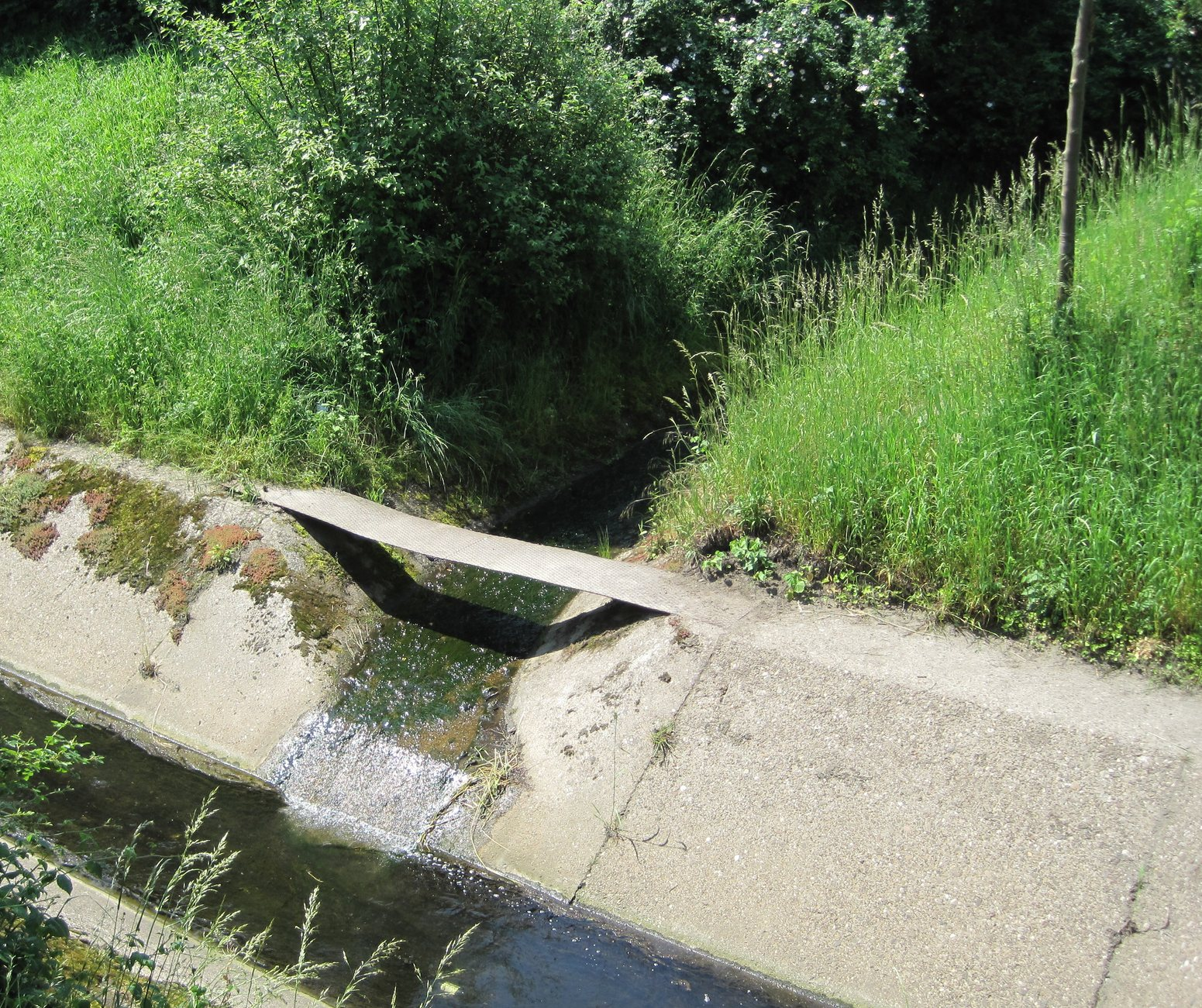
Einmündung in den Randkanal

Der Stotzheimer Bach ist ein kleiner Bach im Vorgebirge westlich von Köln. Noch um 1970 entsprang er nördlich von Kloster Burbach und mündete anfangs am nördlichen Ortsende von Efferen vor dem Flurstück  Schleifkotten, vor der dort früher stehenden Schleifkotten- oder Lowenmühle und später am südlichen Ortsende in Efferen in den Duffesbach.

## Verlauf
Heute entspringt er dem Hürther Waldsee und durchquert den Ort Alstädten-Burbach, weshalb er in diesem Teil auch heute noch Bornbach oder Burbacher Bach genannt wird. Er mündet am Westrand von Stotzheim in den Kölner Randkanal. Der naturnahe Bachbereich des Burbach ist hier als Geschütztes Biotop eingestuft.

## Früherer Verlauf
Es scheint erwiesen, dass auch dieser Bach ursprünglich nicht den Rhein erreichte, sondern vor Köln im Schotter versickerte. Es wird vermutet, dass dies im ehemaligen Feuchtgebiet Beller Maar westlich von Efferen geschah. Die Römer fassten auch diese Quelle und führten sie zum Vorläufer der Eifelwasserleitung als Burbacher Leitung zum Knotenpunkt an der Burg Hermülheim und von da weiter zur Colonia Claudia Ara Agrippinensium. Nach dem Verfall der Leitung floss der Bach wieder in seinem Bett. Teils wurde er auch in künstlichen Rinnen gelenkt. So bekamen die Nonnen des Klosters Burbach 1236 von Graf Wilhelm von Jülich die Erlaubnis, den Bach durch sein Gebiet zu leiten, wohin der Konvent es für gut befinde. So verstärkte er dann den Duffesbach vor der Schleifkottenmühle in Efferen und kam so noch den Kölnern zugute (Zu den Mühlen am Bornbach und in Hürth → Mühlen im Raum Hürth).

## Grünzug West
Der Bach ist als Landschaftsschutzgebiet einbezogen in einen der von der Regionale 2010 und der Maßnahme Regio grün beplanten fünf Grünzügen zu den Villeseen. Dieser führt zum Otto-Maigler-See. Der Abschnitt zwischen Stotzheim und dem Grüngürtel (ohne den Bach) wird durch den Feldweg Decksteiner Straße gebildet. Er wurde 2010 einseitig mit Stieleichen bepflanzt.